# Aldo Scavarda
Aldo Scavarda, né le 22 août 1923 à Turin et mort le 6 mai 2000 à Rome, est un directeur de la photographie, producteur, réalisateur et scénariste italien.

## Biographie
Cadreur d'Enzo Serafin dans les années 1950, Aldo Scavarda travaille notamment à ce titre sur Chronique d'un amour de Michelangelo Antonioni (1950) et Voyage en Italie de Roberto Rossellini (1954).
Chef opérateur de trois documentaires à la fin des années 1950 (dont Les Rendez-vous du diable d'Haroun Tazieff en 1959), il retrouve Michelangelo Antonioni pour le premier de ses vingt-et-un films comme directeur de la photographie, L'avventura (1960) ; le dernier est La Poursuite implacable de Sergio Sollima (1973).
Entretemps, mentionnons Le Commissaire de Luigi Comencini (1962), Merci ma tante de Salvatore Samperi (1968) et Une saison en enfer de Nelo Risi (1971).
Également producteur d’Une saison en enfer, il l'est une seconde fois pour L'assassino... è al telefono d'Alberto De Martino (1972).
Après La Poursuite implacable, il est réalisateur et scénariste de La Ligne du fleuve (1976, avec Philippe Leroy et Lea Massari), après quoi il se retire.
Par ailleurs, à la télévision, il est chef opérateur d'un épisode (1972) de la série en coproduction Les Évasions célèbres.

## Filmographie partielle

### Cinéma

#### Comme cadreur
- 1950 : Chronique d'un amour (Cronaca di un amore) de Michelangelo Antonioni
- 1951 : Trahison (Il tradimento) de Riccardo Freda
- 1951 : Les Deux Vérités (Le due vérita) d'Antonio Leonviola
- 1952 : Les Coupables (Processo alla città) de Luigi Zampa
- 1953 : La Dame sans camélia (La signora senza camelie) de Michelangelo Antonioni
- 1953 : Les Vaincus (I vinti) de Michelangelo Antonioni
- 1954 : Voyage en Italie (Viaggio in Italia) de Roberto Rossellini
- 1954 : La Belle Romaine (La romana) de Luigi Zampa

#### Comme directeur de la photographie

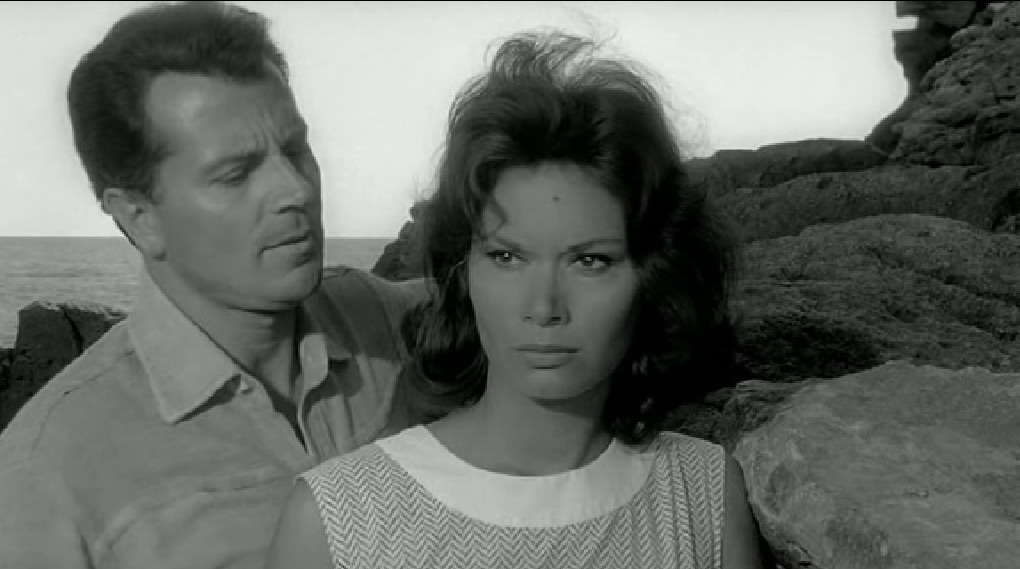
L'avventura (1960),
avec Gabriele Ferzetti et Lea Massari

- 1959 : Les Rendez-vous du diable d'Haroun Tazieff (documentaire)
- 1960 : L'avventura de Michelangelo Antonioni
- 1960 : Ça s'est passé à Rome (La giornata balorda) de Mauro Bolognini
- 1961 : À cheval sur le tigre (A cavallo della tigre) de Luigi Comencini
- 1962 : La Beauté d'Hippolyte (La bellezza di Ippolita) de Giancarlo Zagni
- 1962 : Le Commissaire (Il commissario) de Luigi Comencini
- 1964 : Prima della rivoluzione de Bernardo Bertolucci
- 1965 : Une garce inconsciente (Un amore) de Gianni Vernuccio
- 1966 : Testa di rapa de Giancarlo Zagni
- 1967 : Le Jardin des délices (Il giardino delle delizie) de Silvano Agosti
- 1968 : Merci ma tante (Grazie, zia) de Salvatore Samperi
- 1969 : Cœur de mère (Cuore di mamma) de Salvatore Samperi
- 1971 : Une saison en enfer (Una stagione all'inferno) de Nelo Risi
- 1972 : Le Diable dans la tête (Il diavolo nel cervello) de Sergio Sollima
- 1972 : Les Évasions célèbres, épisode L'Évasion de Casanova
- 1972 : Les Évasions célèbres, épisode Benvenuto Cellini
- 1973 : La Poursuite implacable (Revolver) de Sergio Sollima

#### Comme producteur
- 1971 : Une saison en enfer (Una stagione all'inferno) de Nelo Risi
- 1972 : Dernier appel (L'assassino... è al telefono) d'Alberto De Martino

#### Comme réalisateur
- 1976 : La Ligne du fleuve (La linea del fiume)

#### Comme scénariste
- 1976 : La Ligne du fleuve (La linea del fiume)

### Télévision
Directeur de la photographie
- 1972 : Les Évasions célèbres (série), saison unique, épisode 4 L'Évasion de Casanova de Jean-Pierre Decourt

## Récompenses et distinctions
- 1961 : Nomination au Ruban d'argent de la meilleure photographie pour L'avventura ;
- 1969 : Ruban d'argent de la meilleure photographie gagné pour Merci ma tante ;
- 1976 : Griffon d'or gagné au Festival du film de Giffoni pour La Ligne du fleuve.